# Tancred
Tancred (în italiană Tancredi) este o operă în 2 acte de Gioachino Rossini după un libret de Gaetano Rossi, bazat pe tragedia „Tancrède“ de Voltaire.
Premiera operei a avut loc la “Teatro La Fenice” din Veneția în ziua de 6 februarie 1813.
Durata operei: cca 2,5 ore.
Locul și anul de desfășurare al acțiunii: Siracuza (Sicilia), în anul 1005.

## Personajele principale
- Tancred, un nobil cavalez siracuzan exilat (mezzosoprană)
- Argirio, un nobil cavaler siracuzan, tatăl Amenaidei și dușmanul lui Orbazzano (tenor)
- Amenaida, fiica lui Argirio și iubita tainică a lui Tancred (soprană)
- Orbazzano, un duce siracuzan, dușmanul lui Argirio (bas)
- Isaura, confidenta Amenaidei (alto)
- Roggiero, pajul și prietenul lui Tancred (soprană)

## Introducere
Acțiunea se desfășoară în orașul sicilian Siracuza, în anul 1005. Orașul se află în stare de război cu o armată musulmană condusă de generalul Solamir. Totodată, orașul este măcinat în interior de rivalitățile violente dintre familiile de nobili Argirio și Orbazzano. Nobilul cavaler siracuzan Tancred, dezproprietărit în cursul conflictelor dintre familiile nobiliare și exilat, trăiește acum ca oaspete la Curtea Bizanțului. Cu ocazia unei vizite făcute de nobilul Argirio la Curtea Bizanțului, Tancred și Amenaide (fiica lui Argirio) se îndrăgostesc în taină. Dar, mai există încă doi candidați de temut care ar dori să o cucerească pe Amenaide: nobilul siracuzan Orbazzano (rivalul lui Argirio) și Solamir, comandantul trupelor musulmane.